# Since I Don't Have You
"Since I Don't Have You" es una canción lanzada en 1958 por el grupo The Skyliners.
Guns N' Roses hizo un cover de esta canción en su álbum, The Spaghetti Incident?. El sencillo fue lanzado a mediados de 1994. Alcanzó el #69 en el Hot 100 y fue uno de los 10 mejores en el Reino Unido. El video musical presenta al actor Gary Oldman, como un demonio sonriente que constantemente se burla del cantante Axl Rose. El video fue el último en presentar a los miembros originales Duff McKagan y Slash (músico), así como al baterista Matt Sorum y al guitarrista rítmico Gilby Clarke.Fue considerado el último video musical publicado bajo el nombre de Guns N' Roses, pero esto cambió con el lanzamiento de un nuevo video en 2023, que se puede ver aquí.
En 1979 el grupo Rocky Sharpe and the Replays hizo una versión en su LP Rama Lama y Art Garfunkel en Fate For Breakfast (1979).